# Poble Wayúu
Els indis guajiros, també anomenats goajiros, wayú o wayuu són un poble indígena amerindi que habita a la península de La Guajira a Còlombia i Veneçuela.  El poble wayú és l'ètnia indígena més nombrosa de Colòmbia, amb 380.460 persones representa el 20% de la població indígena del país. Conserven la seva llengua tradicional i part de les seves creences. Es dediquen principalment al pasturatge i a la pesca.

## Llengua i família lingüística
El 97% de la població parla l'idioma tradicional: el wayuunaiki, la seva llengua ancestral, de la família lingüística arawak, el 32% parla el castellà. Les diferències de dialecte entre els que viuen a l'Alta o Baixa Guajira no els impedeix una comunicació fluida entre ells.
La llengua té un gran valor significatiu, per a ells suposa un factor d'identitat ètnic i cultural. Avui en dia es veuen immersos en un ràpid procés d'aculturació.

## Situació geogràfica
Els indis guajiros habiten a la península de La Guajira, rodejada pel Mar del Carib tant de la facció veneçolana com colombiana, una plana semi desèrtica de clima càlid i sec tot i que també hi ha alguns rius. La part de la península habitada pels indígenes ocupa una extensió de 12.000 km².

## Demografia
Es calcula que més de 10.000 viuen en els barris marginals de Maracaibo. Una dada a tenir en compte és que segons les dades censals que proporcionen els diferents butlletins oficials de la Guajira veneçolana el nombre dels components de l'ètnia wayuu fluctua de forma considerable donant uns resultats contradictoris. Així com a Veneçuela no es fan censos de forma sistemàtica, a Colòmbia sembla que les dades són més fidedignes. La falta d'homogeneïtat en els criteris dels censos dificulten la tasca de recompte de la població.
Malgrat no tenir dades demogràfiques exactes se sap que els guajiros són una de les ètnies més nombroses de les terres baixes d'Amèrica del Sud i el poble indígena més nombrós tant de Veneçuela com de Colòmbia.

## Breu història
Abans de l'arribada dels europeus la major part de la població de la zona es dedicava a la pesca i a la recol·lecció de crustacis i altres animals marins amb moments puntuals on es podia practicar l'agricultura a petita escala.
Amb l'arribada dels espanyols al segle XVI es va establir la ramaderia transhumant en alguns grups i el comerç de perles va facilitar l'intercanvi entre els indígenes i els colonitzadors. Això els va donar facilitats i els va ajudar en les relacions amb ells. Van mantenir una relació extralegal durant molt de temps i es van beneficiar comercialment dels conflictes entre els imperis colonials.
En l'actualitat les comunitats costaneres es dediquen a la pesca a mar obert i costanera i en general a moltes activitats marítimes i de platja: producció de sal, recol·lecció de diversos materials del mar i de la sorra de la platja. Les comunitats costaneres també poden tenir ramats d'animals per a pagaments, funerals i altres usos. De la mateixa forma els indígenes que es dediquen a la ramaderia també poden participar de la pesca quan hi ha molta producció. L'excedent que poden vendre al mercat urbà central compren tot allò que no poden aconseguir per ells mateixos. Les comunitats que no estan situades a la costa són en general ramaderes.

## Sistema econòmic tradicional i actual
Els Guajiros en els seus orígens eren caçadors-recol·lectors i pescadors. Tradicionalment l'activitat econòmica més important ha estat i és el pasturatge, que tot i que continua essent un dels motors de l'economia wayú, a causa del canvi climàtic i el clima àrid i sec en detriment dels seus ramats, el greuge és considerable i es veuen obligats a practicar el nomadisme. El bestiar suposa prestigi social, estatus, s'intercanvia en les aliances matrimonials, s'utilitza com a drets sobre una descendència i com a pagaments diversos fora de tractes comercials.
El bestiar, així com els productes derivats com la llet i el formatge, es venen en mercats setmanals de gran importància econòmica pels guajiros i es reparteix entre els diferents grups creant d'aquesta forma una xarxa d'obligacions recíproques. Les dones fan diferents productes teixits que també venen en aquests mercats. Pels guajiros que habiten la costa, la pesca és l'activitat econòmica més important.
Des de finals del segle xx, el Cerrejón, la major mina de carbó a cel obert de Colòmbia i una de les més grans del món, ha transformat, la vida de l'ètnia indígena més nombrosa de Colòmbia i cada cop és més difícil aconseguir aigua, un símbol sagrat per a l'ètnia wayú, en aquesta zona. Des de l'obertura de la mina de carbó s'han assecat disset rierols i moltes masses d'aigua han desaparegut.
El Cerrejón, propietat de les transnacionals britàniques Anglo American i Glencore i de l'australiana BHP Billiton, va començar la seva activitat el 1985 i actualment ocupa més de 800 quilòmetres quadrats. Els últims anys ha produït una mitjana de 32 milions de tones de carbó anuals, de les quals exporta el 99% a països com Dinamarca, Irlanda, els Estats Units, l'Estat espanyol, Israel i el Brasil. Quan es va instal·lar a La Guajira va prometre el progrés a les habitants de la regió, deixant-los, però, soroll constant, pols, malalties, un sòl estèril, fam i una cultura debilitada.

## Organització social i política
La societat guajira estava organitzada en clans, ara està conformada per agrupacions de parents uterins associats a un territori i el sistema de parentiu classificatori crow és el pilar bàsic de les relacions socials.
Fan diferencia entre cosins creuats matrilineals i patrilineals mentre que els paral·lels són indiferents. El matrimoni pot representar una aliança econòmica i/o política que vincula dues famílies. Són polígams.
Tradicionalment la residencia ha estat uxori-matrilocal tot i que actualment el nou matrimoni es veu obligat a escollir on viure depenent dels interessos socials, econòmics i ecològics.

### Vida ritual
El ritu de pas en la noia menstruant, el procés de matrimoni, el respecte a les persones grans i la mort són aspectes importants en la vida dels guajiro.
Els wayú no tenen un poder polític centralitzat ni institucions socials, el control és informal, tothom espera de tots una conducta adequada per la por a sancions socials.

## Cosmologia sistema de creences
Maleiwa, figura mítica i creador dels wayú i de totes les coses (Johannes Wilbert (1962) i Perrin (1976), dins la pàgina Mitos Wayúu, origen del mundo wayúu)
Els guajiro creuen en una capa que envolta el món: el cel, “un sostre blau sòlid”, en la cosmologia dels wayú la Terra també ocupa un lloc important així com un inframón en el seu interior anomenat Pulovi, on els seus habitants, els akalapui són essers petits i nombrosos, aquests poden atacar els homes. Però la seva cosmologia ho abasta tot, el dia i la nit, el Sol i la Lluna, els estels, planetes i constel·lacions, llamps i trons .

### Relacions interètniques
Els colonitzadors europeus van trobar molta resistència per part dels indis guajiro no van arribar a colonitzar la península de la Guajira.
Avui en dia els wayuu s'han incorporat a la vida laboral per compte aliena sobretot a Maracaibo, aquesta relació interètnica comporta contrastos culturals i una vigilància de la pròpia identitat i la seva persistència. La situació dels wayú passa per la subordinació, es troben en inferioritat numèrica i cultural i rebutjats per la societat criolla dominant.

### Situació actual respecte a l'Estat nacional i les instàncies internacionals
Ja s'ha dit anteriorment que la influencia colonial va ser nul·la sobre els wayú malgrat els molts intents d'incursió i lluites per introduir-se a la península, encara durant tot el segle xix van romandre sense massa contacte amb les autoritats civils, militars i eclesiàstiques.
No obstant això, tant les institucions han anat influint en tots els sectors de la vida dels guajiro. L'explotació tant petroliera com de les mines de sal i el carbó va provocar una gran demanda de mà d'obra indígena i una migració massiva, la qual cosa va suposar la construcció d'una infraestructura de camins i carreteres per part dels governs de Veneçuela i Colòmbia, que comuniquen la península de la Guajira sense dificultats, i malgrat la persistència del sistema de vida tradicional wayú, les autoritats veneçolanes i colombianes exerceixen la seva influencia formal a tota la península.